# أحماض وقواعد لويس
أحماض وقواعد لويس يعرف حسب الاتحاد الدولي للكيمياء البحتة والتطبيقية بأنه «الكيان الجزيئي (والفصائل الكيميائية المطابقة) التي تكون مستقبلة لزوج إلكتروني وبالتالي قادرة على التفاعل مع قاعدة لويس لتكوين ناتج إضافة لويس، عن طريق مشاركة المزدوج الإلكتروني المقدم من قاعدة لويس». على سبيل المثال التفاعل بين ثلاثي مثيل البورون مع الأمونيا يعطي ناتج إضافة Me3BNH3. يعرف حمض لويس بأنه الفصيل القادر على اكتساب مزدوج الكتروني حر. وقاعدة لويس هو الفصيل الذي يمنح المزدوج الإلكتروني الحر، وبالتالي يكون H+ حمض لويس، لكونه قادراً على استقبال المزدوج الحر، بينما يكون OH- و NH3 قاعدة لويس، حيث باستطاعتهما منح المزدوج الحر.